# Anna Maria Rückerschöld

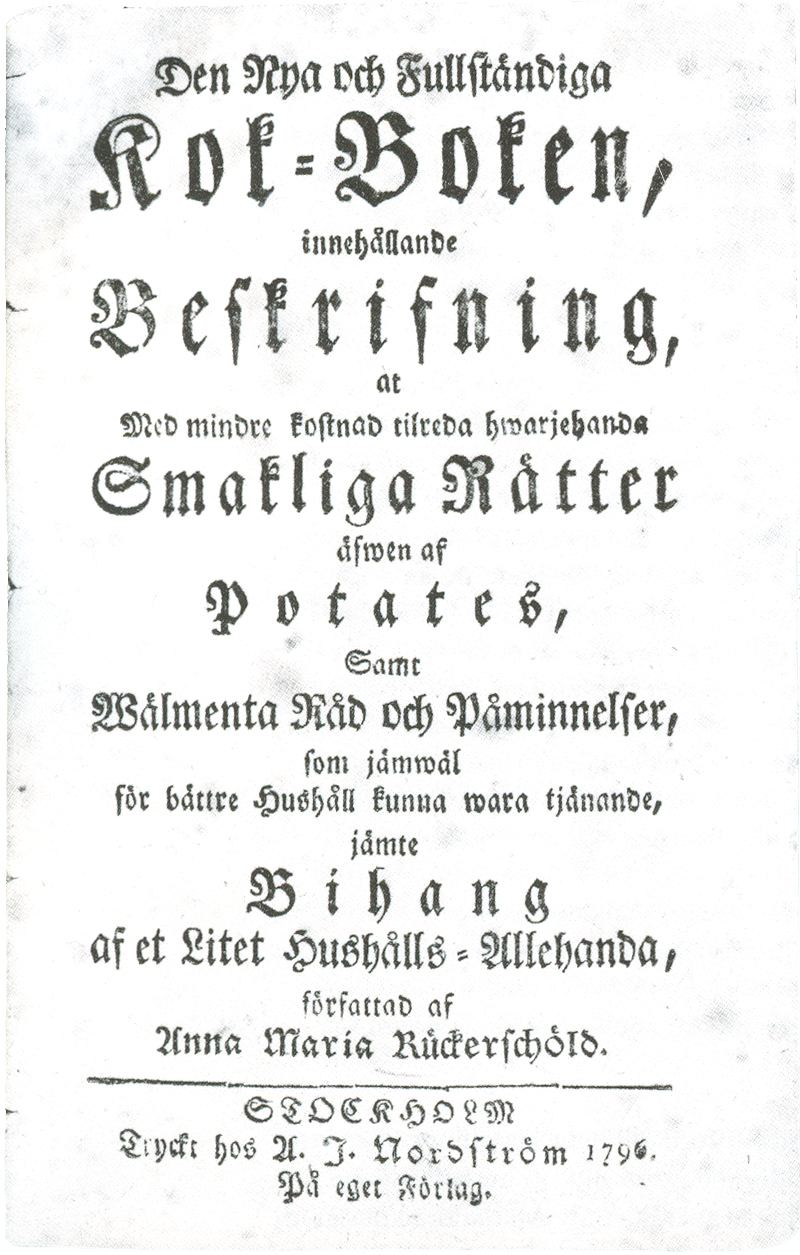
Strona tytułowa Den nya och fullständiga kok-boken, 1796, najobszerniejszej książki kucharskiej Anny Marii Rückerschöld

Anna Maria Rückerschöld (née Rücker) (ur. 5 lutego 1725 w Hedemorze, zm. 25 maja 1805 w Sztokholmie) – szwedzka pisarka. Na przełomie XVIII i XIX wieku opublikowała wiele popularnych książek na temat gospodarstwa domowego.
Dorastała w mieszczańskim domu w regionie Dalarna, w bliskim kręgu swego dziadka Christophera Polhema, naukowca i wynalazcy. Pomimo że nigdy nie otrzymała formalnego wykształcenia, była w stanie wiele się nauczyć od swoich braci, kształconych w domu. W 1750 poślubiła urzędnika sądowego i przeprowadziła się do Upplands Väsby, a później do Sztokholmu. Urodziła czwórkę dzieci, jednak przeżyła zarówno je, jak i męża. Zmarła w Sztokholmie w 1805.
Rückerschöld propagowała prawo kobiet do wykształcenia w zakresie prowadzenia gospodarstwa domowego. Swoją opinię przedstawiła w 1770 w anonimowym liście do czasopisma "Allmänna Magazinet". Wraz z Cajsą Warg – która, w odróżnieniu od niej, nie zajmowała się kwestiami społecznymi i ekonomicznymi – i innymi autorkami książek kucharskich wywarła znaczący wpływ na szwedzką kulturę kulinarną epoki gustawiańskiej.

## Życiorys
Anna Maria Rückerschöld urodziła się 5 lutego 1725. Jej rodzicami byli Emerentia Polhem i Reinhold Rücker, prawnik w Sądzie Nadwornym (Hovrätt) w Sztokholmie. Dorastała w Hedemorze i w pobliskiej wsi Stjärnsund (obecnie gmina Hedemora), w rodzinie z siedmioma dziewczętami i trzema chłopcami. Rodzina należała do wyższych warstw społecznych; w 1751 ojciec otrzymał tytuł szlachecki i nazwisko Rückersköld. Ze względu na pracę w Sztokholmie, Reinhold Rücker często przebywał poza domem i powierzał żonie prowadzenie gospodarstwa.
Anna Maria Rückerschöld spędziła część dzieciństwa ze swym dziadkiem od strony matki Christopherem Polhemem w jego domu w Stjärnsundzie. Gdy miała dwanaście lat, jej trzej bracia zostali wysłani na uniwersytet w Uppsali. Siostry, podobnie jak większość współczesnych im dziewcząt, nigdy nie uczęszczały do szkoły. Anna Maria Rückerschöld towarzyszyła swym braciom, gdy ci uczeni byli przez prywatnego nauczyciela, jak również dużo czytała na własną rękę.
W 1750, w wieku 25 lat, poślubiła 33-letniego Jonasa Jakobssona Dahla, urzędnika sądowego w Sztokholmie. Był on wykształconym w Uppsali synem właściciela manufaktury. Rückerschöld nigdy nie odeszła od nazwiska panieńskiego; dołączyła jedynie pryrostek -”schöld” gdy jej ojciec otrzymał tytuł szlachecki. Pierwsze dziecko, córkę Emerentię, urodziła w 1751. W 1760 para przeprowadziła się do Sätra gård na terenie dzisiejszego Upplands Väsby na północ od Sztokholmu. Rückerschöld urodziła kolejne dzieci w latach 1759 i 1765: córkę Marię Fredrikę i syna Christophera. Czwarte dziecko, Chierstin, zmarło siedem godzin po narodzinach. Pozostałe dzieci dorosły; Emerentia poślubiła sędziego ze Smalandii, a Maria Fredrika nigdy nie wyszła za mąż. Christopher został marynarzem i słuch po nim zaginął. Rodzina ponownie pojawia się w źródłach dopiero w 1775, zamieszkała w Sztokholmie. Obydwoje rodzice przeżyli swoje dzeci: Dahl zmarł w 1796, a Rückerschöld w 1805.

## Debata społeczna

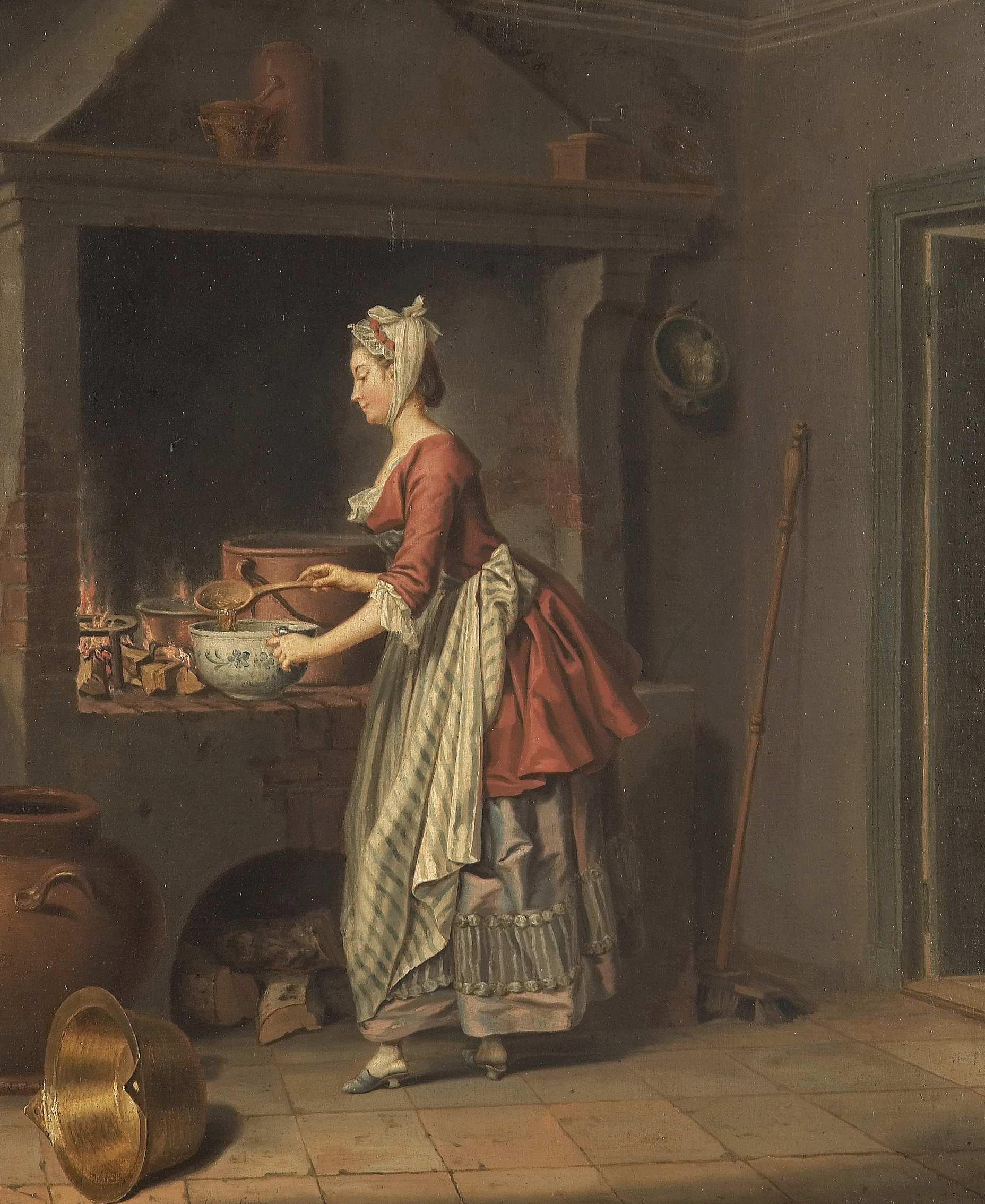
Kuchnia z drugiej połowy XVIII w. En piga öser soppa ur en kittel. Pehr Hilleström, olej na płótnie.

Rückerschöld jest w Szwecji znana głównie ze swoich książek na temat gotowania i gospodarstwa domowego, lecz była również prawdopodobnie autorką artykułu, w którym argumentowała, że kobiety mają prawo do wykształcenia w tym zakresie. Artykuł został opublikowany w lutym 1770 roku w czasopiśmie "Almänna Magazinet". Był w formie listu zatytułowanego Det olyckliga swenska fruentimrets böneskrift till allmänheten ("Błaganie nieszczęśliwej szwedzkiej kobiety do ogółu"), podpisany "Fru D**" ("Pani D**"), prawdopodobnie "Pani Dahl". List ten przypisała Annie Marii Rückerschöld historyczka Agneta Helmius na podstawie korespondencji Rückerschöld z wydawcą magazynu Carlem Christopherem Gjörwellem. Rückerschöld dziękowała Gjörwellowi za możliwość publikacji i wyrażała nadzieję, że udało jej się w ten sposób choć trochę wpłynąć na sytuację kobiet.
Artykuł opublikowano w okresie, gdy w społeczeństwie toczyła się żarliwa debata. Akt o Wolności Prasy z 1766 zachęcał do otwartej wymiany poglądów o możliwościach rozwoju społeczeństwa szwedzkiego. Najbardziej kontrowersyjnymi tematami były ekonomia, migracja, gospodarka i edukacja, włączając w to problematyczną sytuację ówczesnych panien z klasy średniej. Pod koniec osiemnastego wieku niezamężnym Szwedkom trudno było się utrzymać. Nawet znalezienie posady służącej często sprawiało problem, gdyż w tym charakterze zatrudniano zwykle kobiety z niższych klas społecznych.
Rückerschöld broniła "naturalnego" podziału zajęć na męskie i kobiece. Argumentowała za tworzeniem szkół, w których kobiety mogłyby uczyć się gotowania, szycia i prowadzenia domowych finansów. Twierdziła, że takie umiejętności są dużo ważniejsze niż muzyka, haft czy sztuki piękne. Swoje poglądy na stosunki między kobietami i mężczyznami wyraziła w formie alegorii. Szwedki porównała do Filomeli, postaci z greckiej mitologii, która została zgwałcona przez męża swojej siostry i której odcięto język, aby nie mogła się poskarżyć. Filomeli udało się opowiedzieć o swoim nieszczęściu poprzez haft.
Filozofia Rückerschöld, niosąca znamiona oświeceniowej ery wolności, jest typowa dla jej epoki. Propagowała wiedzę o gospodarstwie domowym, ponieważ była przekonana o jego kluczowej roli w społeczeństwie.

## Twórczość

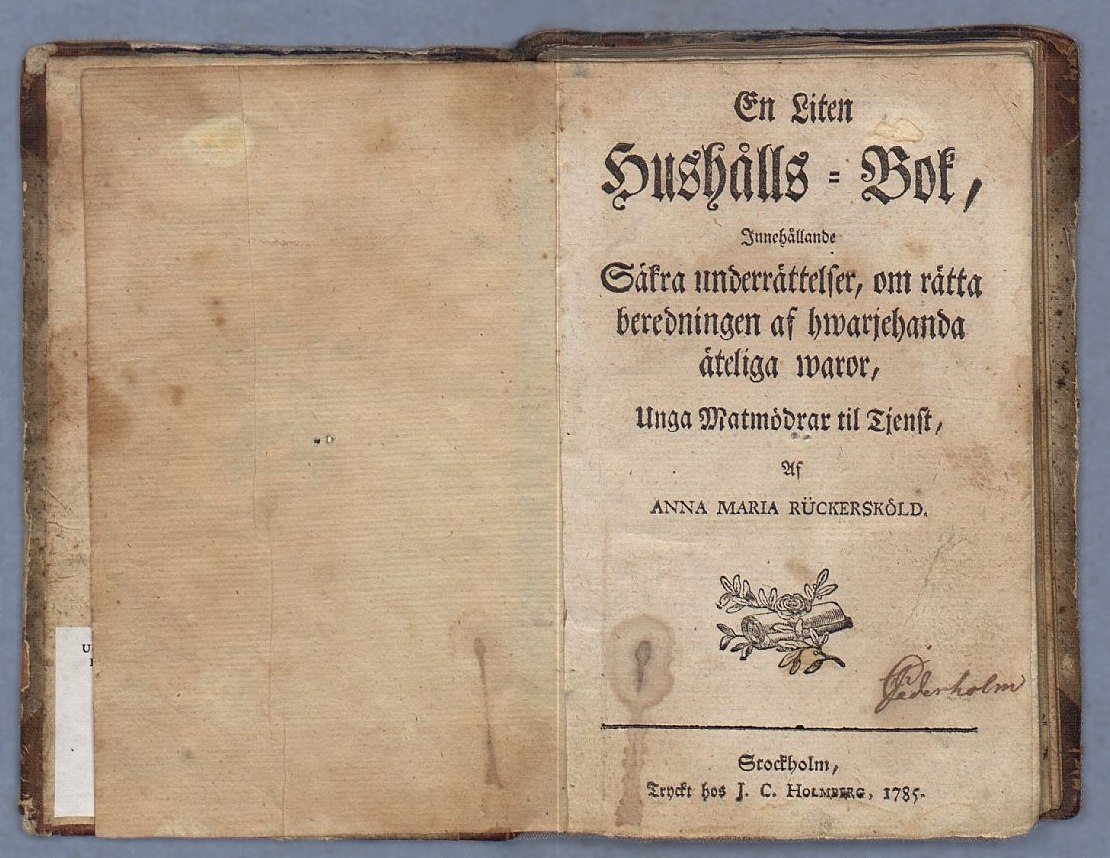
Strona tytułowa w En liten hushålls-bok autorstwa Rückerschöld

W roku 1785, piętnaście lat po opublikowaniu jej apelu o edukację kobiet, Rückerschöld wydała pod własnym nazwiskiem książkę En liten hushållsbok ("Mała książka o gospodarstwie domowym"). Zawiera ona różnorodne porady dotyczące gotowania, sprzątania, prania, warzenia piwa, itd. Ukazuje ona znamiona ekonomicznych idei epoki merkantylizmu mówiących, że należy być w jak największym stopniu samowystarczalnym. Autorka zaleca czytelniczkom korzystanie z zasobów natury, takich jak grzyby i jagody, oraz zastępowanie importowanych produktów miejscowymi, na przykład wina sokiem. Przepisów kulinarnych jest w książce niewiele; opisują one proste, codzienne dania. Po bardziej wyrafinowane przepisy posyłała Rückerschöld czytelniczki do innych pozycji, zwłaszcza do książki kucharskiej Cajsy Warg, którą uważała za najlepszą, choć zauważała jej skłonności do przesady z przyprawami i drogimi składnikami.
Popularność En liten hushållsbok sprawiła, że ukazały się jej kolejne dwa wydania, a w 1796 pierwsza prawdziwa książka kucharska Anny Marii Rückerschöld – Den nya och fullständiga kok-boken ("Nowa i wyczerpująca książka kucharska"). Na trzystu stronach książka zawiera również przepisy na bardziej wyszukane potrawy. Pomimo tego, autorka trzyma się swoich przekonań o oszczędności. W przedmowie opisuje dzieło Cajsy Warg jako ekstrawaganckie, nawet z założeniem, że jego autorka tworzyła w lepszych czasach i pracowała w bogatym gospodarstwie. W En liten hushållsbok Rückerschöld ponownie wspomina, jak ważne jest być dobrą gospodynią; takie jest bowiem powołanie kobiety. Książka zawiera również krótkie opisy archetypicznych gospodyń. Niektóre z nich zaniedbują kuchnię na rzecz makijażu i lektur, a inne poświęcają cały swój czas pracy i obowiązkom. Te ostatnie stawiane są za przykład i wzór do naśladowania. Według autorki, dobra gospodyni powinna być skromna i pracowita, wstawać najwcześniej w domu i kłaść się ostatnia.
Przed swoją śmiercią Rückerschöld opublikowała jeszcze dwie książki: Fattig mans wisthus och kök ("Spiżarnia i kuchnia ubogiego człowieka") i En liten hushålls-cateches ("Mały katechizm domowy"). Pierwsza wydana została w 1796 i skierowana była do szerszego kręgu czytelników niż wcześniejsze pozycje. Zawierała porady dotyczące nie tylko małych miejskich kuchni, ale również gospodarstw wiejskich, w których zamieszkiwała wówczas większość ludności Szwecji. W książce tej autorka przypomina kobietom, jak ważna jest wiedza o prowadzeniu gospodarstwa i zaleca im zajęcie się domowymi finansami zanim zostaną one zrujnowane przez niekompetentnych mężczyzn. Oprócz przepisów na proste potrawy książka zawiera rady dotyczące oszczędzania, na przykład jak samodzielnie upiec chleb lub wspólnie z sąsiadami kupować hurtowo za niższą cenę. Fattig mans wisthus och kök otrzymała nagrodę Towarzystwa Patriotycznego jako pierwsza książka kucharska dla uboższych domów. Nagroda ta została ustanowiona jeszcze w latach 70. XVIII w., ale książce Rückerschöld przyznano ją dopiero w 1797. Nagroda wpłynęła na ukazanie się drugiego wydania książki.
En liten hushålls-cateches opublikowano w 1800. Pozycja ta zawiera jedynie 43 strony. W swojej ostatniej książce autorka podkreśla, że dziewczęta powinny już w młodym wieku być wdrażane w prace domowe. Z jednej strony szanuje wagę ustanowionego przez Boga porządku rzeczy i hierarchii, a z drugiej zachęca kobiety do przejęcia inicjatywy w domu, jak również do dzielenia się swoją wiedzą i przekazywania jej z pokolenia na pokolenie.
Rückerschöld jako pierwsza w Szwecji opisała przyrządzanie ziemniaków, które zresztą rekomendowała. Trudno jest ocenić nowatorskość jej przepisów i porad, ale można przyjąć, że skoro w swoich książkach zawierała praktyczne zalecenia, to nie były one powszechnie znane. Podkreślała znaczenie higieny przy przygotowywaniu posiłków, pisała o związku między jedzeniem i zdrowiem oraz zalecała uprawę drzew owocowych i jagód. Rückerschöld była pionierką nie tylko w głoszeniu praw kobiet, ale również w swojej propozycji tworzenia szkół gospodarstwa domowego, które zaczęły powstawać dopiero w dwudziestym wieku.
Książki napisane przez Anne Marie Rückerschöld:
- Det Olyckliga Swenska Fruentimrets Böneskrift till Allmänheten (1770, pod pseudonimem)
- En Liten Hushållsbok (1785)
- Fattig Mans Wisthus och Kök (1796)
- Den Nya och Fullständiga Kok-Boken (1796)
- Försök till en liten Hushålls-Cateches (1800)